# Hypothyris catilla
Hypothyris catilla är en fjärilsart som beskrevs av William Chapman Hewitson 1876. Hypothyris catilla ingår i släktet Hypothyris och familjen praktfjärilar. Inga underarter finns listade i Catalogue of Life.